# Hrabstwo Shawnee

Piramida wieku hrabstwa

Hrabstwo Shawnee – hrabstwo położone w USA w stanie Kansas z siedzibą w mieście Topeka. Założone 25 sierpnia 1855 roku.

## Miasta
- Topeka
- Silver Lake
- Auburn
- Rossville
- Willard
- Wakarusa (CDP)

## Park Narodowy
- Brown v. Board of Education National Historic Site